# Kurt Abels
Kurt Abels (27. listopadu 1928, Düsseldorf – 4. září 2014, Denzlingen) byl německý germanista.

## Životopis
Po maturitě studoval Abels germanistku a dějiny v Kolíně a Freiburgu. Poté v období 1955 až 1969 vyučoval na gymnáziu a 1957 až 1969 na Collegium Augustinianum Gaesdonck. V roce 1965 obhájil dizertaci na téma Germanische Überlieferung und Zeitgeschichte im Ambraser Wolf Dietrich. Od roku 1971 byl profesorem němčiny, literatury a didaktiky na Pädagogische Hochschule Freiburg. Vydal řadu vědeckých publikací.

## Dílo (výběr)
- Germanische Überlieferung und Zeitgeschichte im Ambraser Wolf Dietrich. Freiburg im Breisgau 1965.
- (spoluautoři Paul Dyckmans a Gregor Hövelmann:) Niederrheinische Kirchengeschichte. Kevelaer: Butzon & Bercker 1965.
- Neue Wege im Deutschunterricht. Freiburg im Breisgau, Basel a Vídeň: Herder 1975.
- Mehr Erfolg im Deutschunterricht. Freiburg im Breisgau, Basel a Vídeň: Herder 1977.
- Sprachunterricht. Bad Heilbrunn/Obb.: Klinkhardt 1978.
- Unterrichtsmodelle zum Sprachunterricht. Kamp 1978.
- Zur Geschichte des Deutschunterrichts im Vormärz: Robert Heinrich Hiecke (1805 - 1861). Leben, Werk, Wirkung. Kolín a Vídeň: Böhlau 1986.
- Deutschunterricht in der DDR 1949 - 1989. Beiträge zu einem Symposion in der Pädagogischen Hochschule Freiburg. Frankfurt nad Mohanem: Lang 1992.
- Ein Held war ich nicht. Als Kind und Jugendlicher in Hitlers Krieg. Kolín, Weimar a Vídeň: Böhlau 1998.
- Kadetten. Preußenfilm, Jugendbuch und Kriegslied im "Dritten Reich". Bielefeld: Aisthesis 2002.